# Trigonotis
Trigonotis är ett släkte av strävbladiga växter. Trigonotis ingår i familjen strävbladiga växter.

## Bildgalleri

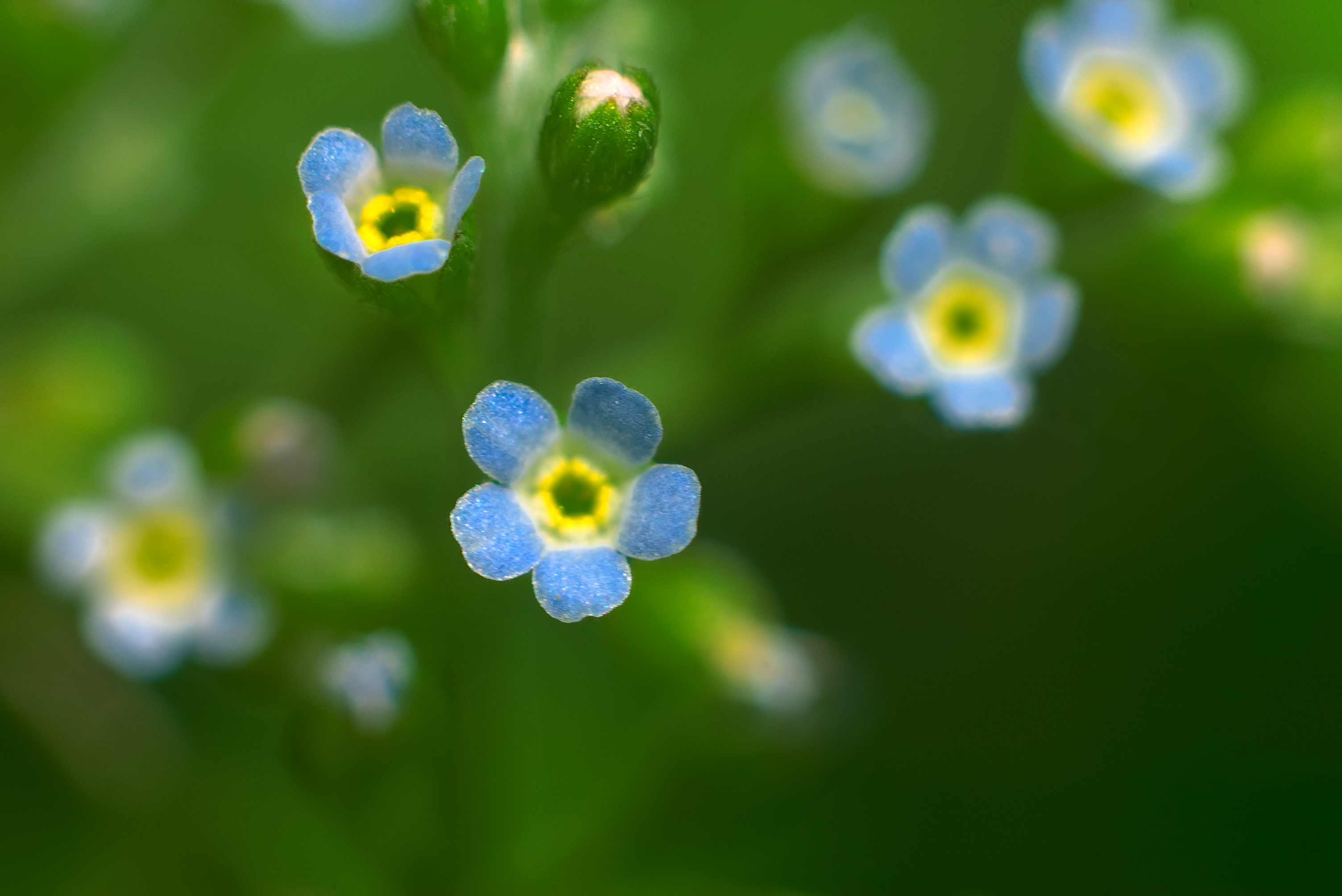
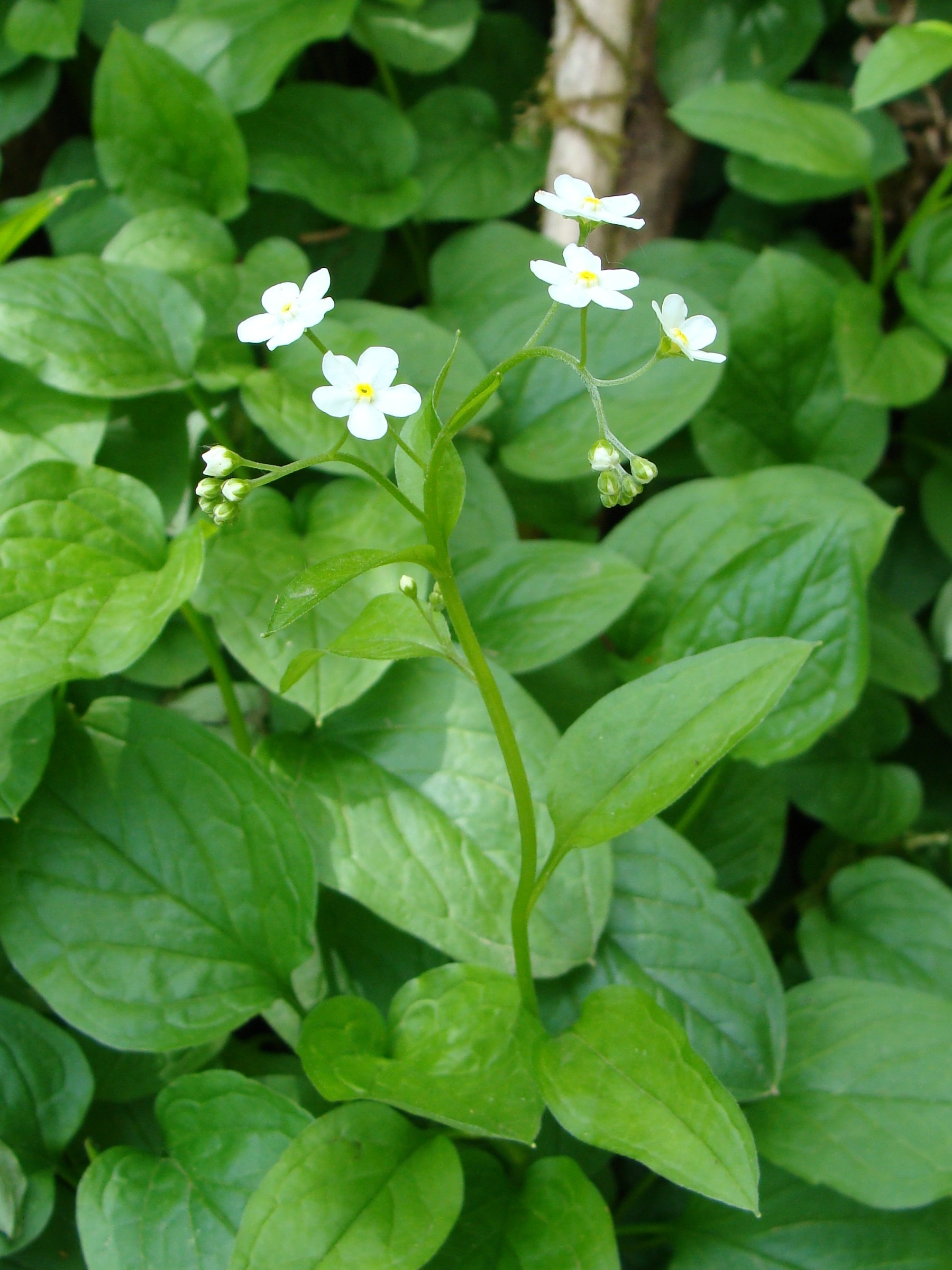
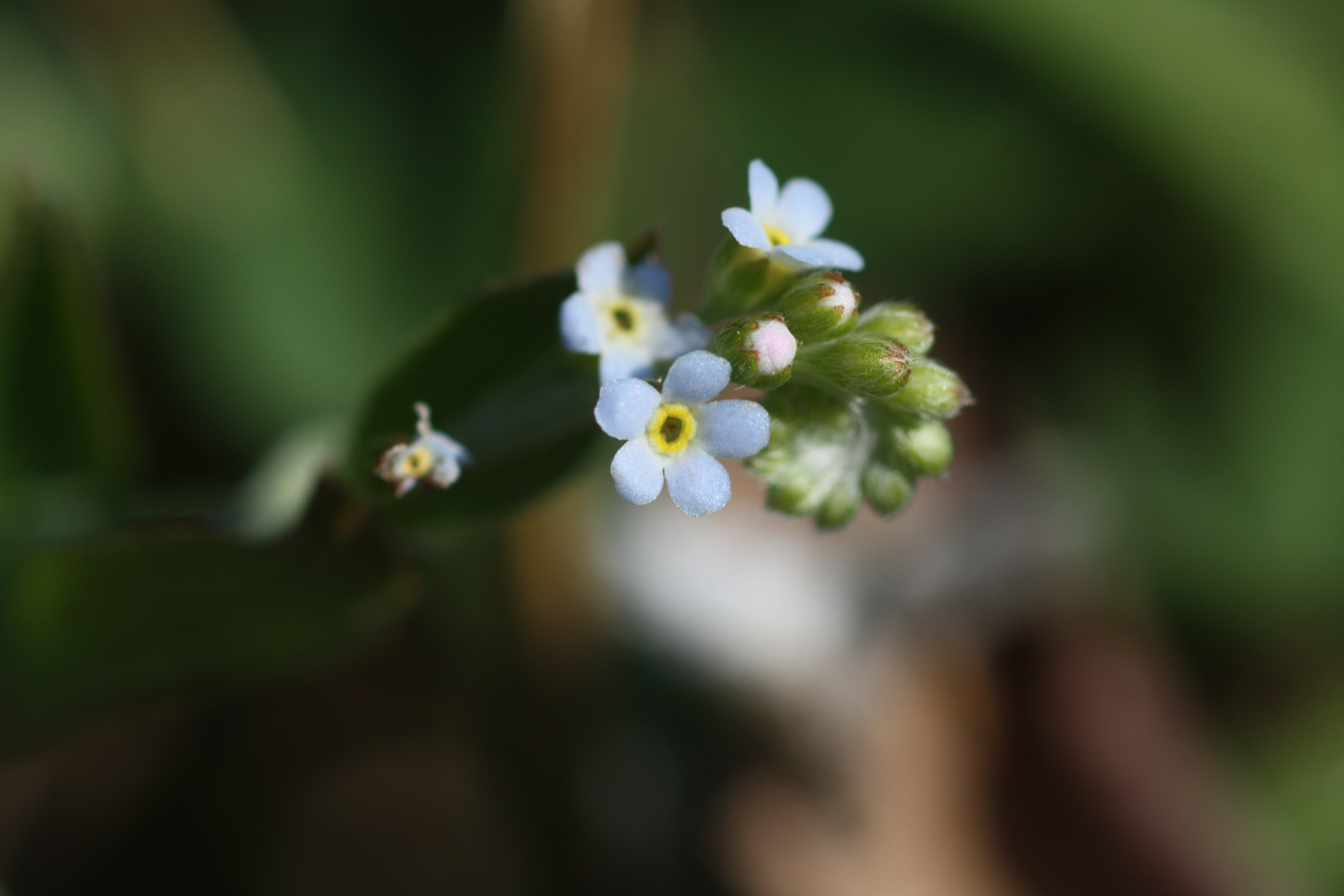
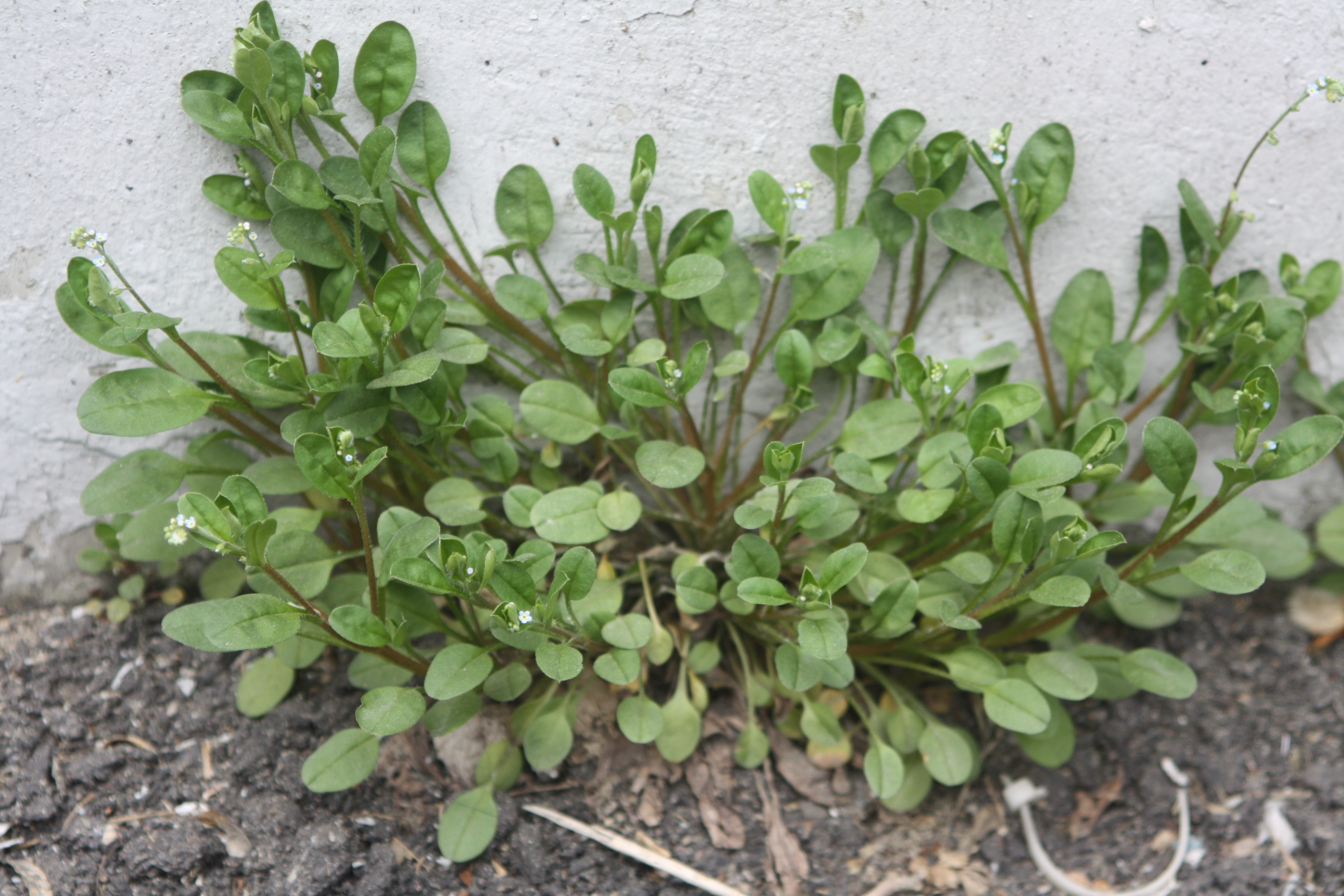
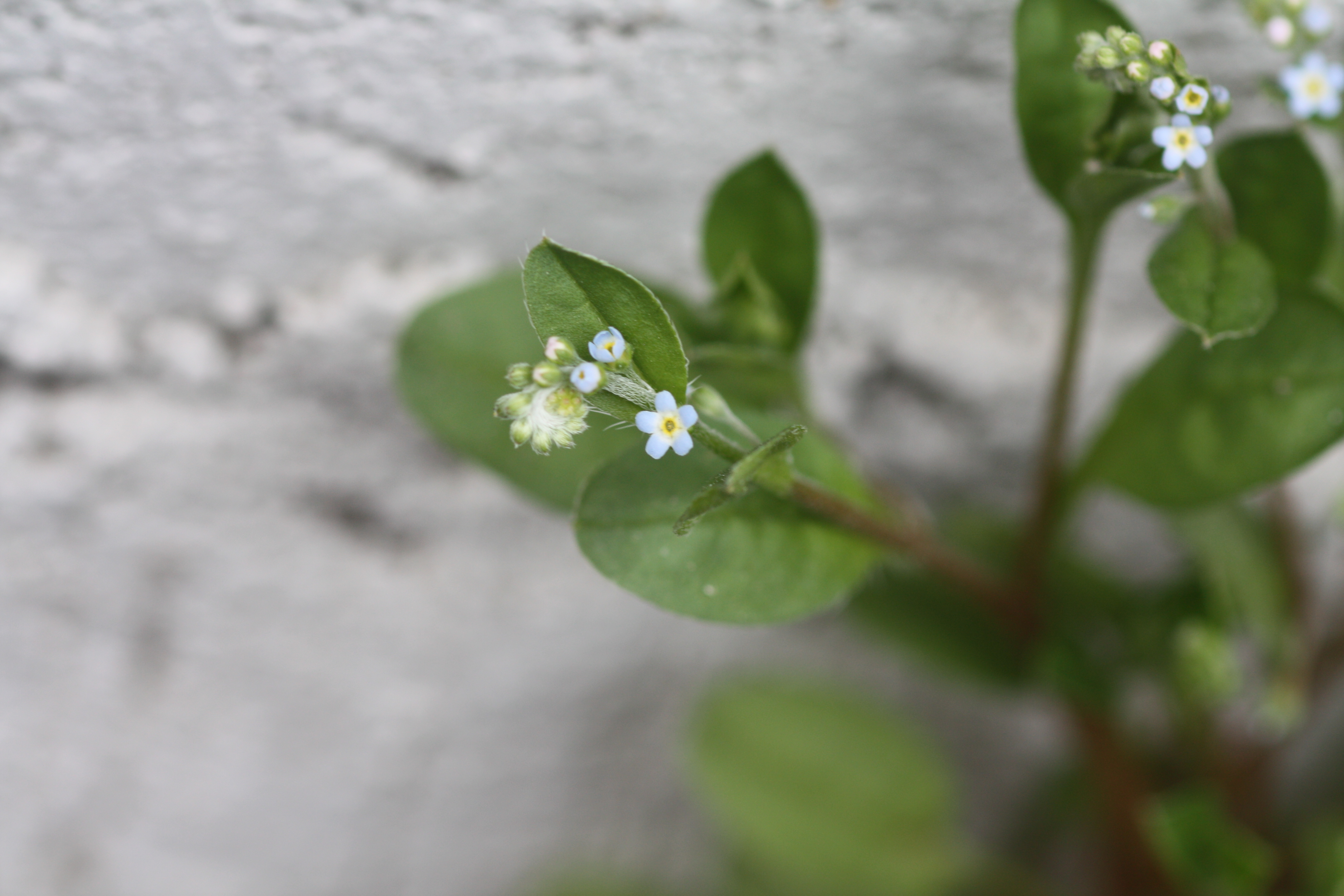
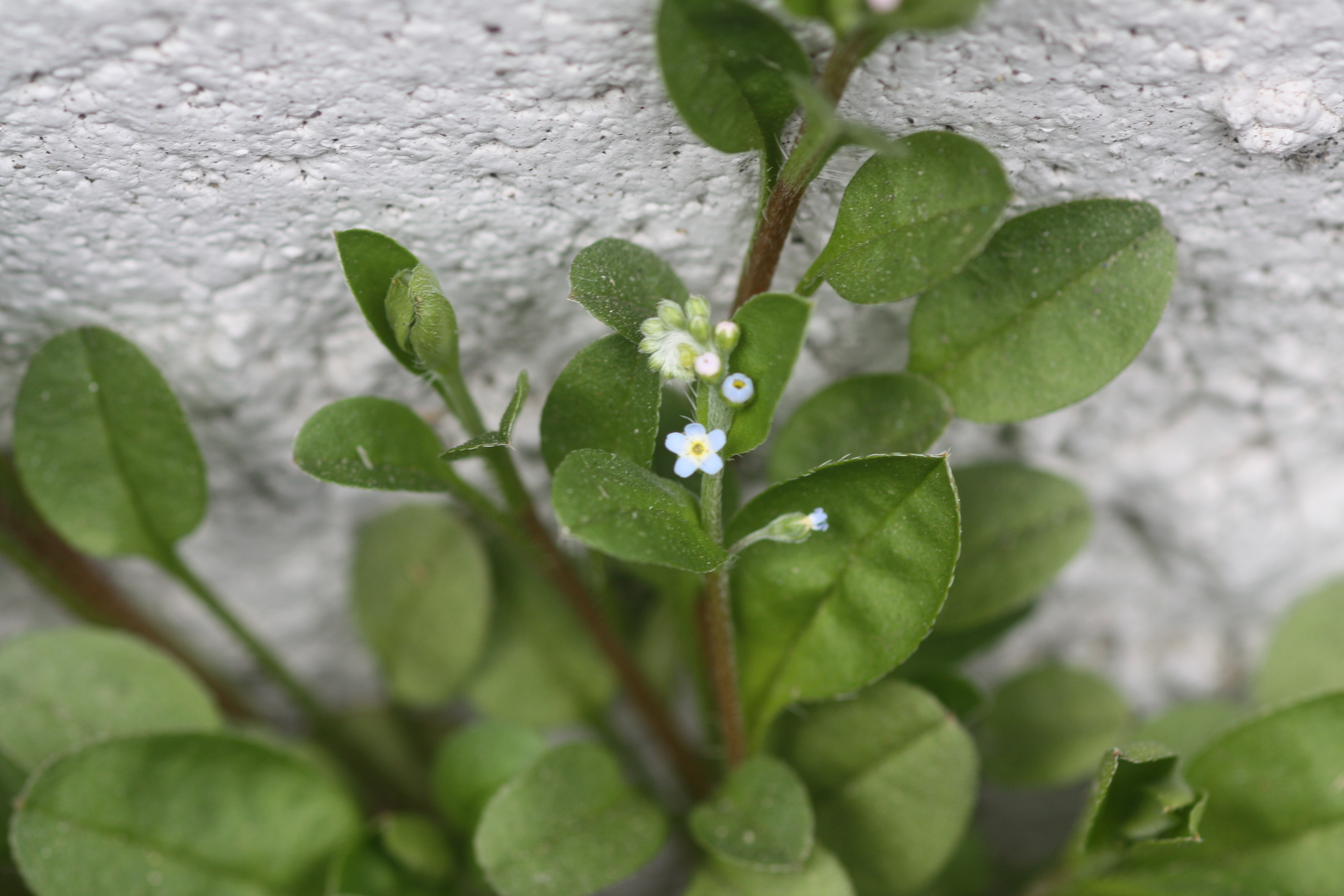

## Dottertaxa tillTrigonotis, i alfabetisk ordning[1]
- Trigonotis abata
- Trigonotis apoensis
- Trigonotis barkamensis
- Trigonotis borneensis
- Trigonotis bracteata
- Trigonotis brevipes
- Trigonotis caespitosa
- Trigonotis cavaleriei
- Trigonotis chengkouensis
- Trigonotis ciliolata
- Trigonotis cinereifolia
- Trigonotis clarkei
- Trigonotis compressa
- Trigonotis corispermoides
- Trigonotis culminicola
- Trigonotis delicatula
- Trigonotis floribunda
- Trigonotis formosana
- Trigonotis funingensis
- Trigonotis giraldii
- Trigonotis gracilipes
- Trigonotis guilielmii
- Trigonotis haackii
- Trigonotis harrysmithii
- Trigonotis heliotropifolia
- Trigonotis hirsuta
- Trigonotis hookeri
- Trigonotis icumae
- Trigonotis inoblita
- Trigonotis jinfoshanica
- Trigonotis laxa
- Trigonotis leucantha
- Trigonotis leyeensis
- Trigonotis longipes
- Trigonotis longiramosa
- Trigonotis macrophylla
- Trigonotis mairei
- Trigonotis microcarpa
- Trigonotis minuta
- Trigonotis mollis
- Trigonotis muliensis
- Trigonotis multicaulis
- Trigonotis myosotidea
- Trigonotis nandanensis
- Trigonotis nankotaizanensis
- Trigonotis omeiensis
- Trigonotis opaca
- Trigonotis orbicularifolia
- Trigonotis ovalifolia
- Trigonotis papuana
- Trigonotis peduncularis
- Trigonotis petiolaris
- Trigonotis philippinensis
- Trigonotis pleiomera
- Trigonotis procumbens
- Trigonotis radicans
- Trigonotis robusta
- Trigonotis rockii
- Trigonotis rotundata
- Trigonotis rotundifolia
- Trigonotis smithii
- Trigonotis subrosulata
- Trigonotis tenera
- Trigonotis tibetica
- Trigonotis vestita
- Trigonotis zhuokejiensis